# Polyscias andraerum
Polyscias andraerum är en araliaväxtart som beskrevs av Georges Bernardi. Polyscias andraerum ingår i släktet Polyscias och familjen Araliaceae. Inga underarter finns listade.